# Apomastus
Apomastus es un género de arañas migalomorfas de la familia Cyrtaucheniidae. Se encuentra en Norteamérica en California en Los Ángeles.

## Lista de especies
Según The World Spider Catalog 11.5:
- Apomastus kristenae Bond, 2004
- Apomastus schlingeri Bond & Opell, 2002